# Колаки-Косьцельні (гміна)
Гміна Колакі-Косьцельне (пол. Gmina Kołaki Kościelne) — сільська гміна у східній Польщі. Належить до Замбровського повіту Підляського воєводства.
Станом на 31 грудня 2011 у гміні проживало 2436 осіб.

## Територія
Згідно з даними за 2007 рік площа гміни становила 73.76 км², у тому числі:
- орні землі: 67.00%
- ліси: 26.00%

Таким чином, площа гміни становить 10.06% площі повіту.

## Населення
Станом на 31 грудня 2011:
| Опис     | Загалом | Загалом | Чоловіки | Чоловіки | Жінки | Жінки |
| -------- | ------- | ------- | -------- | -------- | ----- | ----- |
| одиниця  | осіб    | %       | осіб     | %        | осіб  | %     |
| все      | 2436    | 100     | 1237     | 50.78    | 1199  | 49.22 |
| міське   | 0       | 100     | 0        |          | 0     |       |
| сільське | 2436    | 100     | 1237     | 50.78    | 1199  | 49.22 |

## Сусідні гміни
Гміна Колакі-Косьцельне межує з такими гмінами: Високе-Мазовецьке, Замбрув, Кулеше-Косьцельне, Руткі.